# Newfoundland Growlers
Newfoundland Growlers byl profesionální kanadský klub ledního hokeje, který sídlil v St. John's v provincii Newfoundland a Labrador. Do ECHL vstoupil v ročníku 2018/2019 a hrál v Severní divizi v rámci Východní konference. Své domácí zápasy odehrával v hale Mile One Centre s kapacitou 6 287 diváků. Klubovými barvami byly zlatá a černá. Jednalo se o farmu klubů Toronto Maple Leafs (NHL) a Toronto Marlies (AHL). 
Hned v první sezóně dosáhli svého největšího úspěchu – získali Kelly Cup pro vítěze play-off ECHL. Po předčasně ukončeném ročníku 2019/2020 spolu s celou Severní divizí vynechali kvůli pandemii koronaviru ročník 2020/2021. Klub zanikl rozhodnutím představenstva ECHL na sklonku sezóny 2023/2024 pro porušení ligových stanov a neplnění finančních závazků, posledních 6 zápasů základní části neodehrál. Hokejisté rozpuštěného celku se stali nechráněnými volnými hráči.

## Přehled ligové účasti
Zdroj:
- 2018–2024: ECHL (Severní divize)